# پرچم اردن

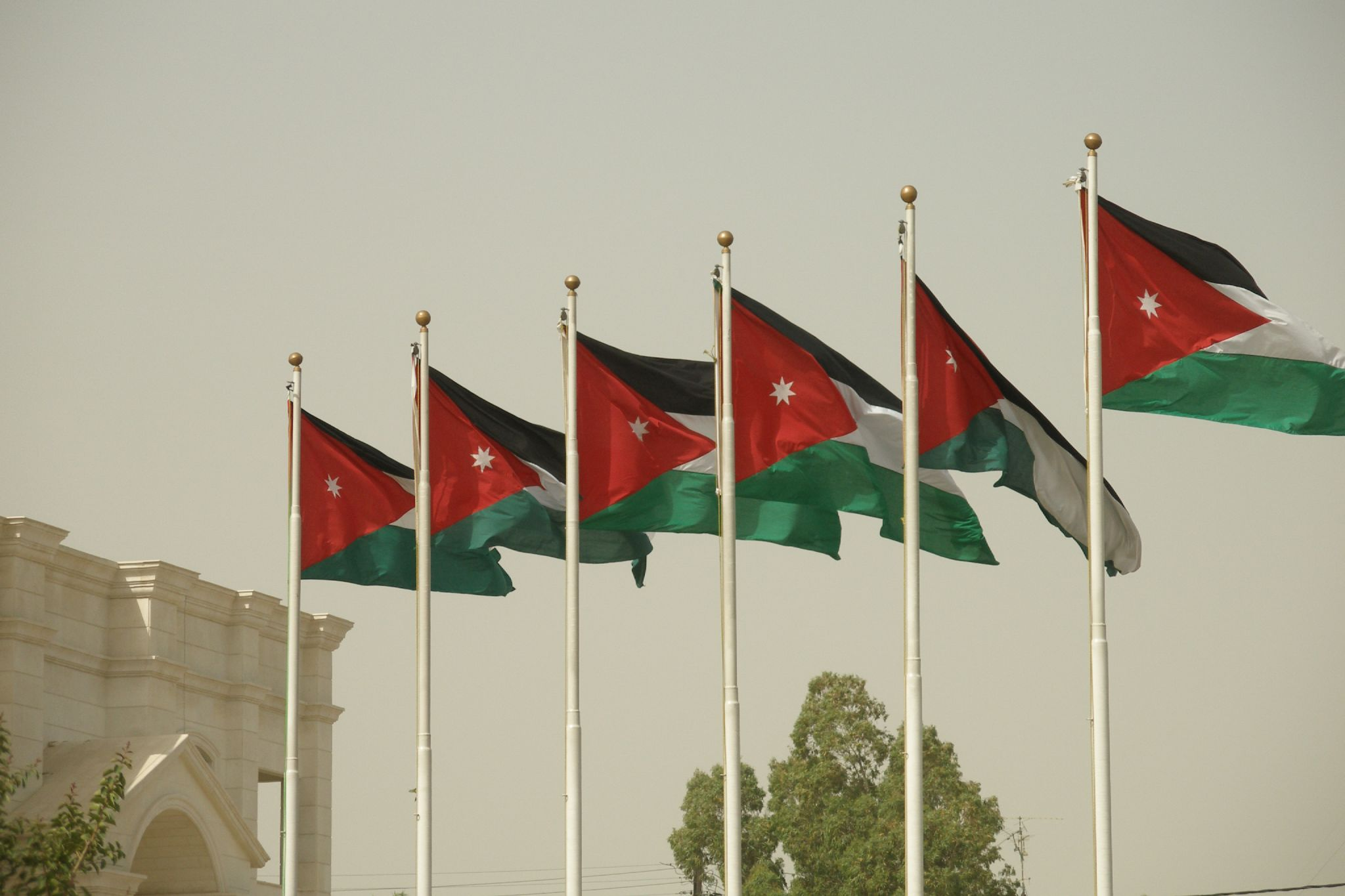
پرچم‌های اردن در امان

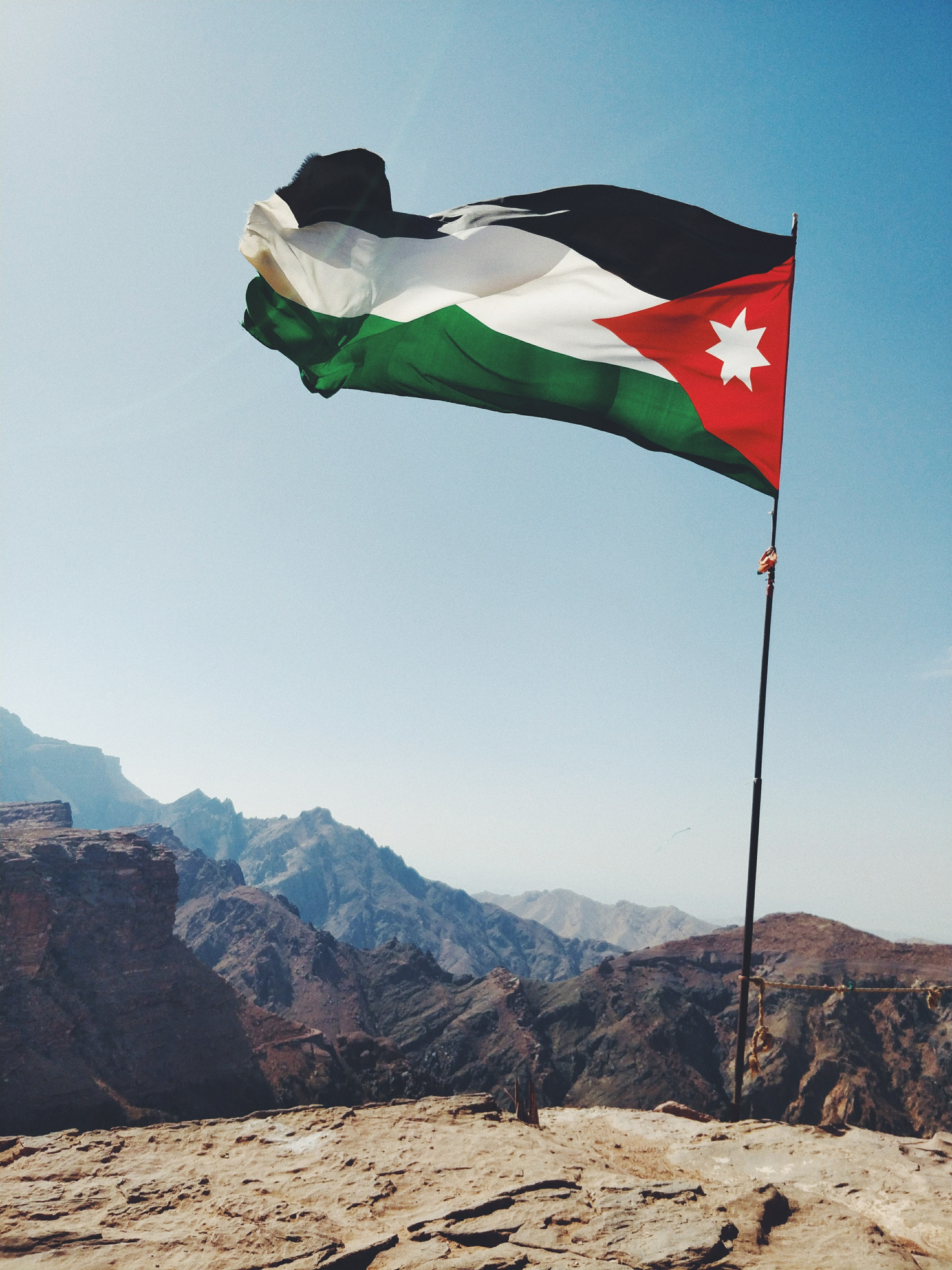
پرچم اردن

پرچم اردن، به عنوان پرچم غیرنظامی و پرچم استان شناخته می‌شود و همچنین دارای تناسب ۱:۲ می‌باشد. این پرچم، رسماً در ۱۶ آوریل سال ۱۹۲۸ به تصویب رسید. این پرچم بر پایه پرچم شورش عرب‌ها در برابر امپراتوری عثمانی در میانهٔ جنگ جهانی اول از سه نوار افقی سبز، سیاه و سفید که توسط حاشیه قرمز رنگ به هم متصل شده‌اند، تشکیل شده است. این رنگ‌ها بر پایهٔ رنگ‌های پان‌عربیسم پایه‌ریزی شده است که عباسیان (سیاه) فاطمیان (سبز) و بنی امیه (سفید) و همچنین قرمز نیز نماینده هاشمیان است.